# المعزاب (حجة)
المعزاب هي إحدى عزل مديرية أفلح اليمن محافظة حجة،الجمهورية اليمنية، تتبع جغرافيا لمحافظة حجة، يبلغ تعداد سكانها 2654 نسمة حسب الإحصاء الذي أجري عام 2004.